# Doctor M.
Doctor M. (Dr. M) è un film del 1990 diretto da Claude Chabrol, liberamente ispirato al personaggio del Dottor Mabuse ideato da Norbert Jacques nel romanzo Dr. Mabuse, Der Spieler (1921).

## Trama
In un futuro prossimo, a Berlino c'è uno scoppio di drammatici suicidi. Un detective della polizia sospetta che i suicidi siano in realtà causati da un pazzo solitario, il dottor Marsfeldt, che sta usando una forma di ipnosi di massa. 
Le sue indagini lo portano a conoscere una donna bella ed enigmatica la cui immagine viene usata per manipolare la popolazione.

## Critica
Buon esercizio di cinema - penalizzato un po', a livello di sceneggiatura, dalle oscure motivazioni del dottor Marsfeldt - che, alla maniera dei grandi registi francesi, unisce un devoto omaggio ai maestri del passato e una feroce critica sociopolitica.»
(Fantafilm)